# Kitawala
Le Kitawala est un mouvement religieux africain fondé au début du xxe siècle ; c'est une interprétation locale de la prédication des missionnaires de la Tour de garde (Témoins de Jéhovah). Le mouvement Kitawala s'est surtout répandu en Angola, en Rhodésie, au Kenya, dans la province de Niassa (en actuel Mozambique), en Ouganda et a également atteint ce qui est aujourd'hui la république démocratique du Congo. C'est l'une des plus grandes organisations religieuses africaines. Le culte présente de nombreux points communs avec celui des Témoins de Jéhovah,,.